# Willem I van Joigny
Willem I van Joigny (circa 1160 - 15 februari 1220) was van 1179 tot aan zijn dood graaf van Joigny. Hij behoorde tot het huis Joigny.

## Levensloop
Willem I was de oudste zoon van graaf Reinoud IV van Joigny uit diens huwelijk met Alix van Nevers, dochter van graaf Willem III van Nevers. Na de dood van zijn vader rond 1179 werd hij graaf van Joigny.
In 1190 nam hij deel aan de Derde Kruistocht, in het leger van koning Filips II van Frankrijk en graaf Hendrik II van Champagne. Ook had hij tussen 1190 en 1200 een conflict met graaf Peter II van Courtenay om het bezit van La Ferté-Loupière, dat uiteindelijk pas na externe bemiddeling werd beëindigd. 
In 1204 streed hij samen met zijn broer Wouter mee in het Beleg van Rouen, waarbij de Franse koning Filips II het opnam tegen koning Jan zonder Land van Engeland. Toen in 1216 een successieoorlog uitbrak in het graafschap Champagne, steunde Willem I graaf Theobald IV van Champagne en zijn moeder Blanca van Navarra tegen Erard van Brienne-Ramerupt.
Willem I van Joigny overleed in 1220. Hij werd bijgezet in de Sint-Jankerk van Joigny. Hiermee werd ingegaan tegen zijn laatste wil; in zijn testament stelde Willem dat hij bijgezet wilde worden in de Notre-Dame-abdij van Dilo. Na hevig protest van de monniken van deze abdij werd Willems stoffelijk overschot in 1224 overgebracht naar de Abdij van Dilo. Hij kreeg er een prachtig mausoleum, dat later verdween.

## Huwelijken en nakomelingen
Rond 1178 huwde Willem met Adelheid van Courtenay (1160/1165-1218), dochter van Peter van Frankrijk, heer van Courtenay. Ze kregen minstens twee kinderen:
- Gwijde, jong gestorven
- Peter (1185-1222), graaf van Joigny

In 1186 liet Willem zich scheiden van Adelheid van Courtenay op basis van bloedverwantschap. Vervolgens hertrouwde hij met Beatrix, waarschijnlijk een dochter van graaf Willem I van Sancerre. Ook zij kregen minstens twee kinderen:
- Willem II (1195-1248), graaf van Joigny
- Blanche (overleden na 1252), huwde eerst met heer Willem I van Chauvigny en daarna met heer Willem II van Vierzon